# Antônio Eusébio da Costa Rodrigues
Antônio Eusébio da Costa Rodrigues (São Luís, MA, 29 de maio de 1915 – São Luís, MA, 19 de setembro de 1989) foi um médico e político brasileiro que foi deputado federal pelo Maranhão.

## Dados biográficos
Filho de José Fernandes Rodrigues e Maria Pereira da Costa Rodrigues. Graduou-se médico pela Faculdade de Medicina e Cirurgia da Universidade Federal do Pará em 1938. Especialista em leprologia e psiquiatria, fez parte da Sociedade de Medicina do Maranhão e trabalhou para o serviço de saúde do referido estado. Eleito deputado estadual via PPB em 1947, cargo do qual se afastou para ocupar o cargo de secretário de Educação e Saúde a convite do governador Sebastião Archer, que nomeou Costa Rodrigues para prefeito de São Luís em 1948.
Após migrar para o PST foi candidato a deputado federal em 1950, mas amargou uma suplência. Nomeado diretor do Instituto de Previdência do Estado do Maranhão (IPEM) pelo governador Eugênio Barros, elegeu-se à Câmara dos Deputados no pleito suplementar de setembro de 1951. Reeleito deputado federal via PSD em 1954, foi realocado como suplente quando a Justiça Eleitoral acolheu um recurso e impugnou as urnas da 41ª Zona Eleitoral determinando a recontagem dos votos, decisão confirmada pelo Tribunal Regional Eleitoral do Maranhão à 1º de março de 1955. Por este motivo Cid Carvalho ficou no lugar de Costa Rodrigues, mas este foi efetivado após a morte de Lima Campos.
Filiado ao PDC, disputou o governo do Maranhão em 1965, mas foi derrotado por José Sarney. Afastado da política, foi vice-diretor da Divisão Nacional de Dermatologia Sanitária (1965-1975) e diretor administrativo da Companhia de Produtos Agropecuários do Maranhão (1975-1981).